# بيرل أوسبورن
بيرل أوسبورن (بالإنجليزية: Burl Osborne)‏ هو ناشر أمريكي، ولد في 1937، وتوفي في 15 أغسطس 2012.

## وصلات خارجية
- بيرل أوسبورن على موقع إن إن دي بي (الإنجليزية)